# Ilja Szczerbakow
Ilja Siergiejewicz Szczerbakow (ros. Илья́ Серге́евич Щербако́в, ur. 1912, zm. 1996 w Moskwie) – radziecki działacz partyjny i dyplomata.
1930-1940 był wykładowcą, od 1937 członek WKP(b), 1940 zaocznie ukończył Czelabiński Instytut Pedagogiczny, 1940-1949 służył w Armii Czerwonej/Armii Radzieckiej, 1949-1963 pracował w aparacie KC WKP(b)/KPZR. Od 1963 do września 1964 radca-pełnomocnik Ambasady ZSRR w Chinach, od 9 września 1964 do 11 października 1974 ambasador nadzwyczajny i pełnomocny ZSRR w Wietnamie, od 8 kwietnia 1966 do 25 lutego 1986 członek Centralnej Komisji Rewizyjnej KPZR. Od października 1974 do lipca 1978 zastępca kierownika wydziału KC KPZR, od 24 lipca 1978 do 11 marca 1986 ambasador nadzwyczajny i pełnomocny ZSRR w Chinach.